# Atherimorpha hirtula
Atherimorpha hirtula är en tvåvingeart som först beskrevs av Jacques-Marie-Frangile Bigot 1887.  Atherimorpha hirtula ingår i släktet Atherimorpha och familjen snäppflugor. Inga underarter finns listade i Catalogue of Life.